# Corsica Cola
Corsica Cola è una bevanda analcolica còrsa prodotta a Cholet (Maine e Loira) e concorrente locale della più nota Coca Cola.
Quando venne lanciata sul mercato dalla Brasserie Pietra nel maggio 2003, le vendite della Corsica Cola furono avvantaggiate da un'inaspettata ondata di canicola: le scorte si esaurirono in due mesi.
Alla fine del 2003, le 1,5 milioni di bottiglie prodotte dalla piccola impresa, vennero vendute unicamente nel mercato interno dell'isola. Il merito di questo incoraggiante successo, secondo Armelle Sialelli, direttrice della Birreria Pietra e già creatrice della birra còrsa alla castagna, fu quello di aver creato una formula molto dissetante.
Secondo i produttori, la produzione di questa bevanda nell'isola è voluta essere un «ritorno alle origini»: difatti Angelo Mariani, l'inventore della cola, sotto il nome di Vino Mariani, nacque nel 1838 a Pero-Casevecchie nella Castagniccia, in Corsica.